# Platypalpus nanus
Platypalpus nanus är en tvåvingeart som först beskrevs av Oldenberg 1924.  Platypalpus nanus ingår i släktet Platypalpus och familjen puckeldansflugor. Inga underarter finns listade i Catalogue of Life.